# Елена — принцесса Авалора
«Елена — принцесса Авало́ра» — американский компьютерный мультипликационный телесериал студии Disney Television Animation. Спин-офф сериала «София Прекрасная», в третьем сезоне которого была показана предыстория Елены (эпизод «Елена и тайна Авалора»). В оригинальной англоязычной версии юную латиноамериканскую принцессу Елену озвучивает Эйми Карреро. Премьера состоялась 22 июля 2016 года на канале «Disney», с 14 июля 2018 года транслируется на канале «Disney Junior». 22 июля 2020 года руководство блока программ Disney Junior сообщило о закрытии сериала.

## Сюжет мультфильма
Юная принцесса Елена Кастильо Флорес спасла свое волшебное королевство Авалор от злой волшебницы Шери́ки и теперь учится управлять государством в качестве кронпринцессы. Поскольку ей всего 16 лет, она должна следовать указаниям Большого Совета, в состав которого входят её дедушка с бабушкой, старший двоюродный брат Эстебан и новый друг Наоми Тёрнер. Елене помогает её младшая сестра Исабель, а также друзья — волшебник Матео и лейтенант Королевской гвардии Гейб, животное-дух по имени Сьюзо и трио волшебных существ — крылатых ягуаров. Решая разные проблемы и попадая в приключения, Елена осознаёт, что её новая роль правителя требует мудрости, смелости и доброты.

## Персонажи

### Главные
- Принцесса Елена (Эйми Карреро) — 16-летняя, позже 17-летняя, затем 18-летняя кронпринцесса Авалора, дочь короля Рауля и королевы Люсии. Ей трудно следовать советам, и она часто делает то, что хочет, не слушая других людей. Елена оказалась в ловушке волшебного амулета Шерики после гибели своих родителей. Позже была спасена благодаря помощи принцессы Софии. После возвращения из амулета, в котором она провела 41 год, Елена вернула себе королевство, обрела способность видеть волшебных духов-животных и управлять волшебным скипетром.
- Принцесса Исабе́ль (Дженна Ортега) — младшая сестра принцессы Елены, изобретатель. Обе они — дочери покойного короля Рауля и королевы Люсии.
- Сьюзо (Кит Фергюсон) — таинственный и хитрый дух-лис, который действует как связующее звено между миром людей и миром духов.
- Наоми (Джиллиан Роуз Рид) — лучшая подруга Елены, дочь капитана Тёрнера и член Большого Совета Авалора.
- Крылатые ягуары — волшебные существа, символы Авалора. Они изображены на гербе королевства. Их родина — Звёздная долина, где они обучаются помогать и охранять Авалор от опасностей. В англоязычном оригинале эти существа называются словом «жаквины» (jaquins) и лишь внешне похожи на ягуаров с крыльями и перьями, но в русском переводе сериала их называют «крылатыми ягуарами».
  - Скайлар (Карлос Алазраки) — веселый ягуар-самец, сын короля Вераго.
  - Мигс (Крис Парнелл) — серьёзный ягуар-самец.
  - Лу́на (Иветт Николь Браун) — шумная и дерзкая ягуар-самка.
- Гейб (Хорхе Диас) — близкий друг Елены и восходящая звезда Королевской гвардии. Первым днём его службы в гвардии был день, когда Елена стала кронпринцессой.
- Мате́о (Джозеф Аро) — близкий друг Елены, придворный волшебник и внук Алька́сара.
- Канцлер Эсте́бан (Кристиан Ланц) — тщеславный кузен Елены и Исабель по материнской линии и канцлер Авалора, один из членов Большого Совета Авалора. Его мать была сестрой королевы Люсии, а они были дочерьми Луизы и Франциско. Никто пока не подозревает, что когда-то он и его старый приятель Виктор Дельгадо тайно помогли Шерики вторгнуться в Авалор, и он отчаянно желает скрыть от близких людей, эту тайну из страха быть отвергнутым своей семьёй. Во время правления Шерики он тоже был канцлером и служил колдунье, однако после возвращения Елены из амулета помог ей в решающий момент сражения с ней. Был прощён семьёй за службу Шерики (все согласились, что у него не было другого выхода) и сохранил свою должность при дворе.
- Армандо (Джо Нуньес) — служитель замка, помогает Елене в её делах.
- Франциско (Эмилиано Диес) — дедушка Елены, Исабель и Эстебана по материнской линии, один из членов Большого Совета Авалора.
- Луиза (Юлия Вера) — бабушка Елены, Исабель и Эстебана по материнской линии, одна из членов Большого Совета Авалора.

### Второстепенные
- Капитан Тёрнер (Рич Соммер) — начальник порта и отец Наоми.
- Хиггинс (Майки Келли) — член Королевской гвардии Авалора. Он регулярно служит личным помощником канцлера Эстебана и его доверенным лицом.
- Донья Пало́ма (Констанс Мари) — магистр торговой гильдии. Эстебан называет её самым влиятельным лидером в Авалоре.
- Ка́рмен (Джастина Мачадо) — совладелец и повар в кафе «Анхелика», сестра Фаусто.
- Фа́усто (Хайме Камил) — совладелец кафе «Анхелика», брат Кармен. (В оригинальной англоязычной версии этого персонажа зовут Хулио.)
- Джику (Лукас Грейбил) — вождь ноблинов, маленьких магических существ, которые могут превращаться в собак и превращать всё в золото.
- Минго, Зум и Эстрелла (Десмонд Гербер, Максимус Ригель и Джия Лопес) — маленькие крылатые ягуары — тройняшки, дети Дульче и Мигса.
- Король Хоакин (Эхо Келлум) — правитель королевства Кариза.
- Нико (Уилбер Залдивар) — младший брат Скайлара.
- Чие́ла и Авио́н (Дженна Ли Розен и Линкольн Мельхер) — молодые крылатые ягуары, друзья Нико.
- Вождь Буран (Джесс Харнелл) — лидер Хранителей Авалора — крылатых ягуаров, живущих в Авалоре и защищающих королевство от тёмных и враждебных сил.
- Король Вераго (Андре Соглиццо) — правитель королевства крылатых ягуаров в Звёздной долине, отец Скайлара и Нико.
- Дульче (Рози Перес) — возлюбленная Мигса, мать Минго, Зума и Эстреллы.
- Кита Моз (Чич Марин) — оракул волшебных существ — огнекрылов, обитающий в тайном гнезде в Звёздной долине. Впервые появляется в эпизоде «Королевство крылатых ягуаров».

### Злодеи
- Шери́ки (Джейн Фонда) — злая колдунья, которая стала причиной 41-летнего заточения Елены в Амулете Авалора и убийцей короля Рауля и королевы Люсии (родителей Елены и Исабель). Она захватила власть в Авалоре с тайной помощью Эстебана и Виктора Дельгадо. После того, как она потерпела поражение (эта часть истории была показана в третьем сезоне сериала «София Прекрасная» в эпизоде «Елена и тайна Авалора»), Елена заняла своё законное место кронпринцессы Авалора. В эпизоде «Королевство крылатых ягуаров» выяснилось, что Шерики после своего поражения скрывалась в лесах Авалора в избушке Виктора Дельгадо. Во втором сезоне в эпизоде «Песня сирен» Елена наконец действительно уничтожила Шерики при помощи Скипетра света.
- Фие́ро (Гектор Элизондо) — колдун-мальва́го (волшебник, практикующий чёрную магию). Давным-давно Фиеро надеялся стать следующим придворным волшебником, однако король Рауль выбрал Алькасара, разозлив Фиеро. Фиеро стал злым волшебником (мальваго), ищущим мести. В эпизоде «Заколдованный» он отправляется на церемонию назначения Матео придворным волшебником, чтобы украсть волшебную книгу под названием «Кодекс Мару». Но Матео справился с ним, превратив его в статую. Он был возрождён в эпизоде «Оживший мальваго» благодаря Шерики и Дельгадо и объединился с ними, чтобы вернуть себе королевство. Однако в эпизоде «Песня сирен» в столкновении с Матео он вновь превращается в статую.
- Орисаба (Эден Эспиноса) — фея-бабочка, появившаяся в эпизоде «Скипетр света», где она пыталась погрузить королевство во тьму с помощью Полуночного глаза — волшебного камня, но Елена сумела победить её и навсегда уничтожить Глаз. Она снова появляется в эпизоде «В поисках Сьюзо», где захватывает Сьюзо в мире духов и пытается украсть его магические полосы, чтобы вернуться в мир смертных и отомстить Елене, но опять побеждена благодаря волшебным животным, обитателям мира духов.
- Тройо (Грант Джордж) — злой волшебный койот, который появляется в эпизоде "Полёт ягуаров". Давным-давно он заставлял людей делать подлости, помогая ему стать Королём джунглей, и за это ягуары изгнали его. Он захватил в плен Чиелу и Авиона, чтобы заставить ягуаров сделать его Королём джунглей. Но был побеждён Скайларом и его братом Нико, которые заманили его в ловушку. Он появляется снова в эпизоде «Гонка за царство», где объединяет силы с Шерики после освобождения Круса от заключения.
- Виктор Дельгадо (Лу Даймонд Филлипс) — в прошлом сын королевского казначея (до того, как Шерики захватила власть в королевстве). Вместе с Эстебаном он когда-то помог Шерики захватить Авалор. Но Шерики изгнала Виктора и его семью из Авалора, и он не возвращался до тех пор, пока Елена не вернула себе королевство. В эпизоде «Король карнавала» Виктор и его дочь Карла вернулись и попытались украсть драгоценности из королевской казны, но Елена остановила их и изгнала из Авалора. Виктор и Карла вернулись в эпизоде «Королевство крылатых ягуаров», где они украли могущественную драгоценность из королевства ягуаров и освободили злую волшебницу-эльфа Маримонду. В конце концов выясняется, что Виктор и Карла работают на Шерики, помогая ей снова захватить Авалор, в обмен на то, что она сделает из них волшебников-мальваго. В эпизоде «Песня сирен», после того как принцесса Елена окончательно уничтожила Шерики, и Матео превратил Фиеро в статую, Виктору и Карле удаётся сбежать с жемчужиной Скипетра ночи. После этого Виктор воссоединяется с Эш, своей давно потерянной женой, которую он считал погибшей. В эпизоде «Не без моей магии» после примирения с Эш он показывает ей жемчужину Скипетра ночи, и она планирует использовать её, чтобы захватить Авалор вместе с мужем и дочерью.
- Карла Дельгадо (Мирна Веласко) — дочь Виктора Дельгадо, которая помогает ему во всех его делах. Изменив внешность с помощью Шерики, она на некоторое время поселилась в королевском дворце Авалора, представившись Ритой, дальней родственницей Армандо. В это время ей удалось втереться в доверие к Елене и её друзьям. Воссоединилась со своей давно потерянной матерью в эпизоде «Снег празднику не помеха».
- Маримо́нда (Ноэль Уэллс) — древний мятежный лесной эльф, появляющийся в эпизоде «Королевство крылатых ягуаров». Много веков назад она сровняла с землёй все города Авалора, но огнекрылы пленили её с помощью древней магии. Виктор и Карла Дельгадо освободили её и отправили в Авалор, который она снова намеревалась уничтожить. Елене удаётся поймать её и отправить обратно в королевство ягуаров.
- Круз (Марио Лопес) — крылатый ягуар, который был предполагаемым преемником Бурана, вождя клана крылатых ягуаров Авалора. В эпизоде «Оборотное зелье» вождь Буран лишает Круза статуса своего преемника, поскольку видит, что личные качества Круза не соответствуют этой высокой должности. В отместку Круз он запирает Бурана в пещере и подставляет Елену и её друзей, обвиняя их в исчезновении вождя. Однако Елене удаётся освободить Бурана и очистить своё имя, затем она помогает поймать Круза. Впоследствии его сестра Вестия вызволила его из темницы, и в эпизоде «Бой в Звёздной долине» он и Вестия объединяют свои силы с Шерики. После поражения Шерики и Фиеро, Круз и его сестра сбегают вместе с Виктором и Карлой Дельгадо, однако вскоре покидают Виктора и Карлу, поссорившись с ними. Позднее в эпизоде «Не без моей магии» Круз и Вестия возвращаются в Звёздную долину и получают прощение короля Вераго.
- Вестия (Дайан Герреро) — крылатый ягуар и сестра-близнец Круза. Она освобождает из темницы своего брата, заключённого за измену, и вместе с ним помогает Шерики в борьбе с Еленой. После поражения Шерики она вместе с братом покидает Виктора и Карлу Дельгадо. Впоследствии возвращается вместе с братом в Звёздную долину, где получает прощение короля ягуаров.
- Герцог Кристобаль (Хавьер Муньос) — кузен Елены и правитель Нуэва-Виста, который появляется в эпизоде «Песня сирен». Позже выясняется, что он является сторонником Шерики и помогает ей захватить Авалор, преследуя собственную выгоду. После поражения Шерики он был заключён в тюрьму за предательство своей семьи.
- Мала́ндрос — злые подводные существа, похожие на дельфинов, которые являются врагами сирен. Могут изменять свою внешность, превращаясь в других существ. В эпизоде «Время перемен» им удаётся проникнуть в королевство сирен, но Елена и её друзья помогают сиренам прогнать их.
- Эш Дельгадо (Грей Делайл) — жена Виктора и мать Карлы, которая является мальваго. Когда-то давно она покинула свою семью, пообещав вернуться через год, но не вернулась, поэтому Виктор считал, что её уже нет в живых. Она воссоединяется со своей семьёй в эпизоде «Снег празднику не помеха». После возвращения у неё складываются натянутые отношения с Виктором из-за того, что она долго не возвращалась в семью. Но они мирятся, когда Виктор показывает ей жемчужину Скипетра ночи, которую Эш решает использовать, чтобы стать самым могущественным мальваго в мире и свергнуть принцессу Елену с её трона.

## Производство
Создатель и исполнительный продюсер сериала Крейг Гербер рассказал: «Поскольку в нашем шоу мы создавали королевство, вдохновлённое латиноамериканской культурой, для нас было очень важно сделать всё правильно. Несмотря на то, что это вымышленный мир, там есть вещи, которые кажутся очень аутентичными». Редактор сценария Сильвия Оливиас заявила: «У нас есть консультанты по культуре, которые помогают нам на каждом этапе пути. Они читают всё, начиная с набросков и вплоть до окончательного варианта». В отношении музыки к шоу консультант по латиноамериканской музыке Рене Камачо сказал: «Музыкальные стили, которые мы используем в сериале, основаны на латиноамериканской музыке и очень весёлые». Консультант Дайан Родригес заявила, что «визуальная составляющая сериала настолько выразительна, что поднимает восприятие латиноамериканской культуры практически на другой уровень». В июне 2016 года было выпущено музыкальное видео для «My Time». Сериал был продлен на второй сезон 11 августа 2016 года. Сериал был продлен на третий сезон 13 февраля 2017 года. Премьера второго сезона состоялась 14 октября 2017 года.

## Награды
- 2017 — «Imagen Award» за лучшую детскую программу[5];
- 2017 — «BTVA Television Voice Acting Award» за лучший женский вокал в телесериале[6];
- 2018 — «Дневная премия «Эмми»» (Jennifer Trujillo, Brian Mathias, Disney Junior) за лучший кастинг для анимационного сериала[7];
- 2018 — «Imagen Award» за лучшую детскую программу[8];
- 2018 — «NAMIC Vision Awards» за лучшую детскую программу[9];
- 2019 — «Kidscreen Awards» за лучшую музыку[10];
- 2019 — «Дневная премия «Эмми»» (Jennifer Trujillo, Disney Junior) за лучший кастинг для анимационного сериала[11].
- 2020 — "Дневная премия «Эмми» в трёх номинациях[12]